# Listen Up! – El álbum oficial de la Copa Mundial de la FIFA 2010
Listen Up! – El álbum oficial de la Copa Mundial de la FIFA 2010 (lit. ¡Escúchenos! – El álbum oficial de la Copa Mundial de la FIFA 2010) es el disco oficial de la Copa Mundial de Fútbol de 2010, la cual se llevó a cabo en Sudáfrica. En este álbum se presentan canciones de varios cantantes, entre ellos africanos, latinoamericanos, etc. Los cantantes fueron seleccionados por un grupo de la Copa 2010 de la FIFA. Los artistas se presentaron en varias plataformas de Sudáfrica, así como en los partidos de inauguración y clausura de la Copa, ambos celebrados en Johannesburgo.

## Canción oficial
La canción oficial de la Copa Mundial de Fútbol de 2010 es "Waka Waka (Esto es África)", de la cantante pop colombiana Shakira y el grupo sudafricano Freshlyground. FIFA y Sony Music Entertainment fueron los encargados de elegirla como canción oficial. 
"Waka Waka" fue interpretada en la ceremonia de clausura que se llevó a cabo el 11 de julio en el estadio de Johannesburgo, el Soccer City, de la capital sudafricana.

## Lista de canciones
| Standard Edition |                                                      |                                                                       |          |  |
| N.º              | Título                                               | Intérprete(s)                                                         | Duración |  |
| 1.               | «Sign of a Victory» (Himno oficial)                  | R. Kelly con Soweto Spiritual Singers                                 | 4:13     |  |
| 2.               | «Waka Waka (This Time for Africa)» (canción oficial) | Shakira con Freshlyground                                             | 3:22     |  |
| 3.               | «Viva África»                                        | Nneka                                                                 | 3:31     |  |
| 4.               | «One Day»                                            | Matisyahu con Nameless                                                | 3:28     |  |
| 5.               | «Shosholoza 2010»                                    | Ternielle Nelson, Jason Hartman, Uju, Louise Carver, Aya & Deep Level | 3:42     |  |
| 6.               | «Ke Nako»                                            | J Pre, Wyclef Jean, Jazmine Sullivan, B. Howard                       | 4:04     |  |
| 7.               | «Move On Up»                                         | Angélique Kidjo & John Legend                                         | 3:07     |  |
| 8.               | «Spirit of Freedom»                                  | Uju & Judy Bailey                                                     | 3:53     |  |
| 9.               | «Game On» (Canción oficial de la mascota Zakumi)     | Pitbull, TKZee & Dario G                                              | 3:19     |  |
| 10.              | «Maware Maware»                                      | Misia con M2J and Francis Jocky                                       | 3:40     |  |
| 11.              | «As Mascaras» (South Africa '10 to Brasil '14)       | Claudia Leitte & Lira                                                 | 3:11     |  |
| 12.              | «Hope» (con Nelson Mandela)                          | Siphiwo con Message of Hope from Nelson Mandela                       | 3:50     |  |
| 41:20            |                                                      |                                                                       |          |  |

| Bonus tracks de Latinoamérica |                              |                           |          |  |
| N.º                           | Título                       | Intérprete(s)             | Duración |  |
| 13.                           | «Gol de mi corazón»          | Doctor Krápula            | 3:08     |  |
| 14.                           | «Waka Waka (Esto es África)» | Shakira con Freshlyground | 3:22     |  |

| Bonus track Asia |             |               |          |  |
| N.º              | Título      | Intérprete(s) | Duración |  |
| 13.              | «Roka Roka» | Shine         | 3:51     |  |
| 14.              | «No. 1»     | 2AM           | 3:18     |  |

| Bonus track Indonesia |                                                    |                                 |          |  |
| N.º                   | Título                                             | Intérprete(s)                   | Duración |  |
| 13.                   | «Ayo Semangat»                                     | The Changcuters vs. DJ Sumantri | 3:44     |  |
| 14.                   | «We Are the Best / Ayo Semangat (English Version)» | The Changcuters vs. DJ Sumantri | 3:43     |  |
| 15.                   | «Yerbatero / Colombia (Versión en español)»        | Juanes vs. DJ David Guetta      | 3:25     |  |

## Charts
| Chart (2010)      | Mejor posición |
| ----------------- | -------------- |
| Amprofon          | 28             |
| Álbumes del Mundo | 10             |
| World Album Chart | 1              |

## Otras canciones medio oficiales relacionadas con El álbum oficial de la Copa Mundial de la FIFA 2010
- Wavin' Flag. «Wavin' Flag» (literalmente, «Bandera ondeante») es el tercer sencillo oficial del músico somalí-canadiense K'naan, de su álbum Troubadour.
  - La canción aparece en el soundtrack del videojuego NBA 2K10 y fue remezclada y seleccionada como la canción oficial de Coca Cola en el contexto de la Copa Mundial de Fútbol de 2010 con el nombre «Wavin' Flag (The Celebration Mix)».[5]
  - Versiones bilingües
    - Brasil, Portugal, Angola, Cabo Verde, Guinea-Bissau, Mozambique, Santo Tomé y Príncipe, Timor Oriental, Macao, Guinea Ecuatorial, Mauricio y Senegal: "Wavin' Flag" por K'naan y Skank.
    - China: "Wavin' Flag" por K'naan, Jacky Cheung y Jane Zhang.[6]
    - España e Hispanoamérica: "Wavin' Flag" por K'naan y David Bisbal.[7]
    - Francia: "Wavin' Flag" por K'naan y Féfé.[8]
    - Grecia: "Wavin' Flag" por K'naan y Professional Sinnerz feat Komis X.[9]
    - Haití: "Wavin' Flag" por K'naan y MikaBen.[10]
    - Indonesia: "Wavin' Flag/Semangat Berkibar" por K'naan e Ipang.
    - Japón: "Wavin' Flag" por K'naan y Ai.[11]
    - Mundo Árabe: "Wavin' Flag/Shagga ba'Alamak" por K'naan y Nancy Ajram[12]
    - Nigeria: "Wavin' Flag (Naija Remix)" por K'naan y Banky W. & M.I..[13]
    - Tailandia: "Wavin' Flag" por K'naan y Tattoo Colour.[14]
    - Vietnam: "Wavin' Flag" por K'naan y Vietnam Idol Phuong Vy.[15]

## Lanzamiento
El disco está a la venta en las tiendas digitales como iTunes desde el 1 de junio del 2010.
| Región  | Fecha              | Formato               | Discográfica             |
| ------- | ------------------ | --------------------- | ------------------------ |
| Mundial | 31 de mayo de 2010 | CD (Standard Edition) | Sony Music Entertainment |
| Canadá  | 1 de junio de 2010 | CD                    | Sony Music Entertainment |
| Francia | 7 de junio de 2010 | CD                    | Sony Music Entertainment |
| Japón   | 9 de junio de 2010 | CD                    | Sony Music Entertainment |